# Euagrotis simplicias
Euagrotis simplicias là một loài bướm đêm trong họ Noctuidae.